# Тор-Эйбл
Тор-Эйбл (англ. Thor-Able) — американская ракета-носитель семейства Тор. В качестве первой ступени использовалась межконтинентальная ракета Тор. Вторая ступень (Эйбл) унаследована от ракеты Авангард. В некоторых модификациях использовался также разгонный блок.

## История
Ракета Тор-Эйбл была создана в 1957 году для испытаний головных частей ракеты Атлас. Девять пусков ракеты были суборбитальными. Помимо испытаний головных обтекателей проводились биологические исследования — на высоту до 1000 км запускались контейнеры с мышами. Несмотря на невысокую надёжность, ракета Тор-Эйбл была выбрана для запуска первых американских лунных зондов. Запуск зонда Пионер-1 стал первым космическим стартом для НАСА. Агентство было учреждено за десять дней до пуска, при этом ему были переданы все лунные программы ВВС. Ни в одном из трёх запусков лунных зондов ракета не справилась с задачей. Тяга двигателей оказалась ниже расчётной и недостаточной для преодоления земного притяжения.

## Конструкция
В качестве первой ступени была использована баллистическая ракета средней дальности DM-18 «Тор», разработанная компанией «Дуглас Эйркрафт» и принятая на вооружение в 1958 году. Ракета имела несущие баки и корпус из алюминиевого сплава. Бак с горючим, суживающийся кверху, был расположен над баком с окислителем. Силовая установка MB-3-I, разработанная компанией «Рокетдайн», состояла из маршевого двигателя LR79-7 и двух рулевых двигателей. Все двигатели имели турбонасосную подачу топлива и были закреплены на карданном подвесе для управления ракетой. Первая ступень ракет-носителей, созданная на базе ракеты DM-18 «Тор», получила название DM-19. Из ракеты была удалена инерциальная система наведения, системы управления располагались на второй ступени.
Вторая ступень «Эйбл», производившаяся компанией «Аэроджет» была взята от ракеты «Авангард». Ступень оснащалась различными модификациями двигателя AJ-10.
Для некоторых запусков применялась третья ступень «Альтаир», также использовавшаяся на ракете «Авангард». Двигатель был твердотопливный X-248.

## Модификации

### Тор-Эйбл I
Первая модификация. Использовалась для запуска зондов «Пионер» к Луне. В качестве третьей ступени использовался твердотопливный разгонный блок «Альтаир». Все три запуска с зондами Пионер-0, Пионер-1 и Пионер-2 были неудачными.

## Запуски
| Список запусков ракет «Тор-Эйбл» | Список запусков ракет «Тор-Эйбл» | Список запусков ракет «Тор-Эйбл» | Список запусков ракет «Тор-Эйбл» | Список запусков ракет «Тор-Эйбл» | Список запусков ракет «Тор-Эйбл» |
| № Запуска                        | Дата (UTC)                       | Тип и номер ракеты               | Полезная нагрузка                | Результат                        | Примечания |
| -------------------------------- | -------------------------------- | -------------------------------- | -------------------------------- | -------------------------------- | --- |
| 1                                | 17 августа 1958 года             | Тор-Эйбл I № 127                 | Пионер-0                         | Провал                           | Взрыв первой ступени на 77 секунде полёта. |
| 2                                | 11 октября 1958 года             | Тор-Эйбл I № 130                 | Пионер-1                         | Частичный успех                  | Некорректно сработала третья ступень, зонд совершил суборбитальный полёт с высотой 113 800 км, за 43 часа полёта передавая данные о межпланетной среде. |
| 3                                | 8 ноября 1958 года               | Тор-Эйбл I № 129                 | Пионер-2                         | Провал                           | Не сработала третья ступень. |
| 4                                | 7 августа 1959 года              | Тор-Эйбл III № 134               | Эксплорер-6                      | Успех                            | |
| 5                                | 17 сентября 1959 года            | Тор-Эйбл II № 136                | Транзит-1А                       | Провал                           | Не сработала третья ступень. |
| 6                                | 11 марта 1960 года               | Тор-Эйбл IV № 219                | Пионер-5                         | Успех                            | |
| 7                                | 1 апреля 1960 года               | Тор-Эйбл II № 148                | ТИРОС-1                          | Успех                            | |